# Place du Général-André-Hartemann
La place du Général-André-Hartemann, est un lieu public de la ville de Colmar, en France.

## Situation et accès
Cette place publique est située dans le quartier centre.
On y accède par la rue du Canard et la petite rue des Blés.
Cette place n'est pas desservie par les bus de la TRACE.

## Origine du nom
La place doit son nom au général André Hartemann, né en 1899 et disparut en mission au Vietnam le 28 avril 1951.

## Bâtiments remarquables et lieux de mémoire
Sur cette place se trouvent des édifices remarquables[Lesquels ?].

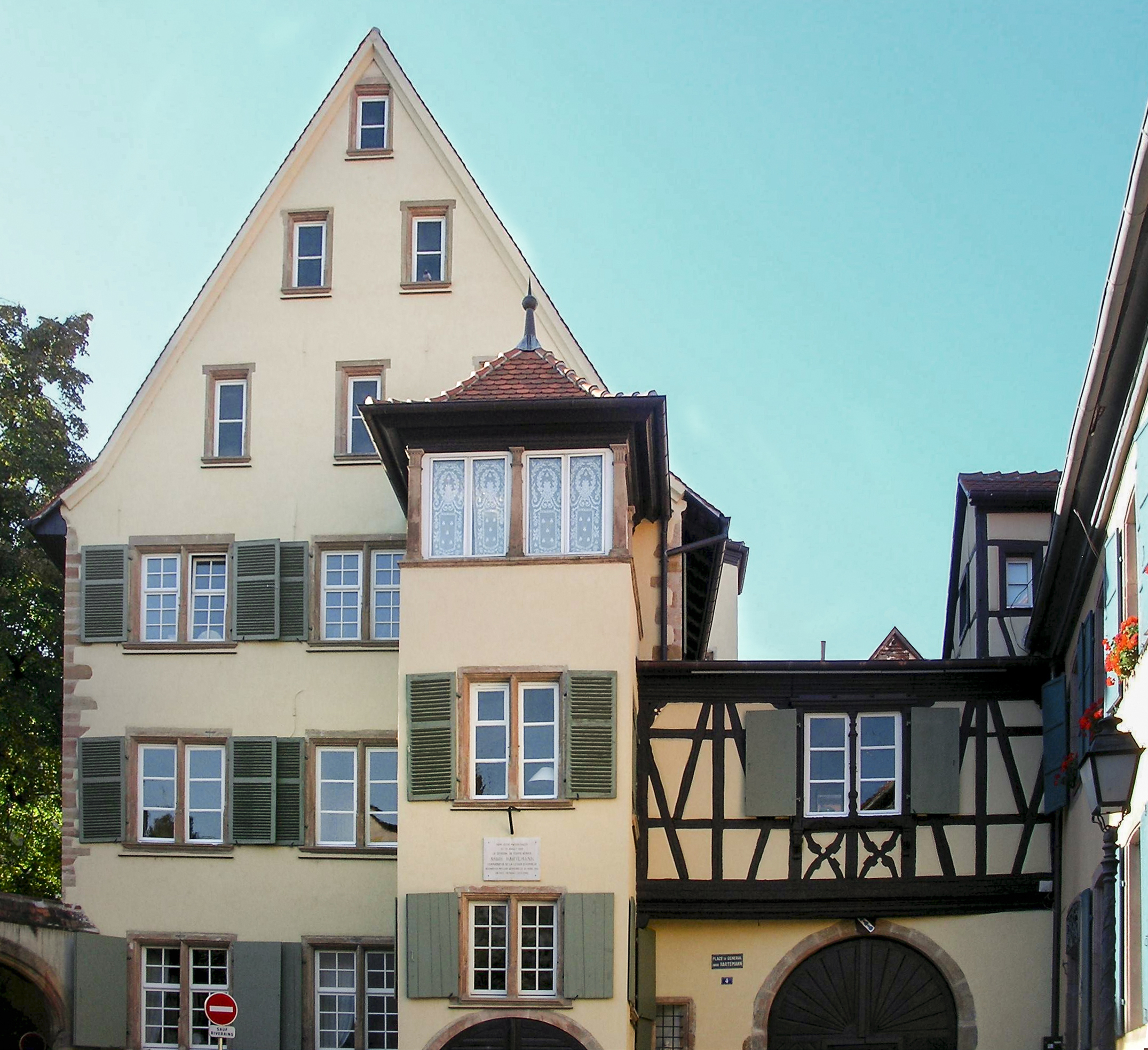
Maison (1613) Inscrit MH (1929)